# 近圓粉蝨
近圓粉蝨（学名：Singhiella subrotunda）为粉蝨科迷粉蝨屬下的一个种。